# André Beaudin
 André Gustave Beaudin  (* 3. Februar 1895 in Mennecy, Île-de-France; † 6. Juni 1979 in Paris) war ein französischer Maler, Zeichner, Grafiker und Bildhauer.

## Leben
André Beaudin studierte von 1911 bis 1915 Kunst an der heutigen École nationale supérieure des arts décoratifs de Paris in Paris. Er wurde in diesem Jahr zum Wehrdienst im Ersten Weltkrieg eingezogen. Danach begann er zu malen. Im Jahr 1922 hatte er engen Kontakt mit Juan Gris. Unter dessen Einfluss waren seine frühen Werke von Henri Matisse inspiriert.
In den späten 1920er Jahren wurde André Beaudin von dem Kunstkritiker und -publizisten Tériade entdeckt und gefördert. Sein Werk in dieser Zeit bewegte sich in den Ausdrucksformen des Kubismus. In den 1940er Jahren gehörte André Beaudin zu den wichtigsten Vertretern der „École de Paris“ („Pariser Schule“).
In den 1950er Jahren entwickelte sich seine Malerei von den eher runden, kurvigen Formen zu Bildwerken mit einer winkligen, dynamisch-geometrischen Formensprache. Seine Bildthemen entnahm er dem Alltagsleben und den Eindrücken aus seiner Umgebung. Er malte Akte; “Spiele im Wald”; Tiere, wie Pferde, Kühe und Vögel. Alle Motive sind im Bild auf ihre Essenz hin reduziert. Neben seiner Malerei und seinen Zeichnungen hat Beaudin Skulpturen und Keramiken gefertigt und Wanddekorationen entworfen.
Seine Werke fanden internationale Beachtung und wurden in vielen Ländern ausgestellt. So war André Beaudin Teilnehmer der documenta I (1955) und der documenta II (1959) in Kassel. Drucke von Beaudin sind heute im Besitz des Kunstmuseum Nantes, des Kunstmuseum Lille und des Musée de Grenoble.
Er war mit Suzanne Roger verheiratet.

## Buchillustrationen
- Vergil, Les Bucoliques, Skira, Genf 1936.
- Paul Éluard, Double d'Ombre, Gallimard, Paris 1945.
- Georges Hugnet, Oiseaux, ne copiez personne, Georges Hugnet, Paris 1946.
- André Frénaud, Les Paysans, Jean Aubier, Paris 1950.
- Francis Ponge, L'Araignée, Jean Aubier, Paris 1952.
- Georges Limbour, Le Calligraphe, Galerie Louise Leiris, Paris 1959.
- Gérard de Nerval, Sylvie, Verve, Tériade, Paris 1960.
- Marcel Béalu, La nuit nous garde, Vodaine, Paris 1968.

## Ausstellungen im deutschsprachigen Raum
- Retrospektive, Kunstverein, Freiburg 1954.
- Gemälde und Zeichnungen 1951–1961, Galerie Renée Ziegler, Zürich 1961.
- Bronzen und Zeichnungen, Museum am Ostwall, Dortmund 1964.

## Sonstiges
- Vom 13. Juni bis 15. Oktober 2007 wurden zahlreiche Werke von ihm in einer (zweiten) Retrospektive in Belfort gezeigt.
- Einige seiner Werke sind in Belfort im Kunstmuseum Donation Maurice Jardot ständig zu sehen.